# Porsche 956
Porsche 956 – prototyp Grupy C Mistrzostw Świata Samochodów Sportowych FIA, zbudowany przez firmę Porsche po raz pierwszy w 1982 roku. W 1984 roku został ulepszony i oznaczony jako Porsche 956B. Wycofany w 1985 roku, zastąpiony modelem Porsche 962.

## Rozwój
Model 956, zbudowany według nowych przepisów na sezon 1982, stał się następcą odnoszącego sukcesy w Grupie 6 modelu 936. Projektowanie modelu 956 rozpoczęło się w czerwcu 1981 roku, a pierwszy model został ukończony 27 marca 1982 roku. Pierwszym testerem został Jürgen Barth.
Monocoque samochodu był wykonany z aluminium, co pozwoliło osiągnąć masę 800 kg. Zastosowano silnik typu bokser z modelu 936 o pojemności 2,65 l, oznaczony jako Type-935. Miał on moc 635 KM.
W 1984 roku poprawiono nadwozie oraz ulepszono efektywność zużycia paliwa, stosując system Bosch Motronic. Poprawiony model oznaczono jako 956B.

## Historia startów
Model 956 zadebiutował w 1982 roku w wyścigu 6 godzin Silverstone, a jechali nim wtedy Jacky Ickx oraz Derek Bell. Wystartowali oni tym modelem również w wyścigu 24 godziny Le Mans. Wygrali oni ten wyścig. Drugie i trzecie miejsce również zajęli kierowcy Porsche 956.
Porsche sprzedawał również model 956 niezależnym od fabryki zespołom, takim jak Joest Racing, Obermaier Racing, John Fitzpatrick Racing, Richard Lloyd Racing, Kremer Racing czy Brun Motorsport.
Model 956 wycofano w 1985 roku po tym, jak w wyścigu 1000 km Spa Bellof zderzył się z Ickxem (jeżdżącym wtedy Porsche 962) i na skutek tego wypadku zmarł. Ostatecznie wtedy uznany za niebezpieczny model 956 zastąpiono nowszym i bezpieczniejszym Porsche 962.